# Jacques Le Brun
Pour les articles homonymes, voir Le Brun.
Jacques Le Brun, né à Paris le 18 mai 1931 et mort dans la même ville le 6 avril 2020 est un historien des religions français, moderniste et spécialiste de l'histoire et de la littérature catholiques du XVIIe siècle.

## Biographie
Jacques Le Brun fait ses classes préparatoires au lycée Henri-IV à Paris, puis obtient l'agrégation de lettres classiques et commence par enseigner en lycée. Ses premiers travaux portent sur Bossuet avec un diplôme de l'École pratique des hautes études, intitulé Bossuet et les psaumes. Il participe dès le début des années 1960 au Groupe de la Bussière qui regroupe de jeunes historiens cherchant à refonder la recherche en matière d'histoire religieuse. Il soutient en 1971 une thèse de doctorat  intitulée La Spiritualité de Bossuet, sous la direction de René Pintard à la Sorbonne.
Jacques Le Brun est maître de conférences à l'université de Poitiers, puis il enseigne à l'école pratique des hautes études, section des Sciences religieuses, de 1978 à 2000. Il est nommé directeur d'études, titulaire de la chaire d'histoire du catholicisme moderne. Parallèlement à ses recherches, il est également éditeur scientifique des œuvres et correspondances de Fénelon et consacre des ouvrages biographiques à divers mystiques comme Angelus Silesius.
Il a également été membre de l'École de psychanalyse Sigmund Freud (EpSF).
Jacques Le Brun meurt du coronavirus le 6 avril 2020, à l’âge de 88 ans.

## Publications
- Bossuet, Paris - Bruges, Desclée de Brouwer, 1970.
- Les opuscules spirituels de Bossuet : recherches sur la tradition nancéienne, Nancy, Berger-Levrault, 1970.
- Correspondance de Fénelon, éditée par Jean Orcibal, Jacques Le Brun et Irénée Noye, 17 volumes, Paris (Klincksieck) 1972-1976, Genève (Droz) 1987-1999
- La spiritualité de Bossuet, Paris, C. Klincksieck, 1972 ; rééd. remaniée et augmentée, 2002 sous le titre La spiritualité de Bossuet prédicateur.
- Le pur amour de Platon à Lacan, Paris, Éditions du Seuil, 2002.
- La jouissance et le trouble : recherches sur la littérature chrétienne de l'âge classique, Genève, Droz, 2004.
- Le pouvoir d'abdiquer : essai sur la déchéance volontaire, Gallimard, 2009.

- Prix Monseigneur-Marcel 2010 de l’Académie française
- Sœur et amante : les biographies spirituelles féminines du XVIIe siècle, Genève, Droz, 2013.
- Dieu, un pur rien : Angelus Silesius, poésie, métaphysique et mystique. Éditions du Seuil, 2019.
- Le Christ imaginaire au XVIIème siècle, Éditions Jérôme Millon, 2020.
- La chapelle de la rue Blomet, collection "encre marine", Les Belles Lettres, 2021.